# Малад-Сити (Айдахо)
Малад-Сити (англ. Malad City) — окружной центр и единственный город в округе Онайда, штат Айдахо, США. Согласно переписи 2010 года население составляло 2095 человек, что на 63 человека меньше, чем в 2000 году.

## География
Малад-Сити расположен по координатам 42°11′28″ с. ш. 112°14′58″ з. д. (42.190975, -112.249460). По данным Бюро переписи населения США, в 2010 году город имел площадь 4,29 км², из которых 4,29 км² — суша и 0,00 км² — водоёмы.

### Климат
| Показатель                    | Янв.  | Фев. | Март | Апр. | Май  | Июнь | Июль | Авг. | Сен. | Окт. | Нояб. | Дек.  | Год  |
| ----------------------------- | ----- | ---- | ---- | ---- | ---- | ---- | ---- | ---- | ---- | ---- | ----- | ----- | ---- |
| Средний суточный максимум, °C | 0,5   | 3,6  | 10,3 | 15,8 | 21,0 | 26,6 | 32,3 | 31,7 | 26,0 | 18,3 | 7,9   | 1,2   | 16,3 |
| Средний суточный минимум, °C  | −10,8 | −9,3 | −4,1 | −0,9 | 3,1  | 6,6  | 9,6  | 9,3  | 4,2  | −0,7 | −5,3  | −10,5 | −0,7 |
| Норма осадков, мм             | 28    | 25   | 25   | 31   | 50   | 27   | 24   | 22   | 24   | 31   | 22    | 34    | 343  |
| Источник: NOAA                |       |      |      |      |      |      |      |      |      |      |       |       |      |

## Демография
| Год переписи | Нас. |  | %±     |
| ------------ | ---- |  | ------ |
| 1880         | 759  |  | —      |
| 1900         | 1050 |  | 38,3%  |
| 1910         | 1303 |  | 24,1%  |
| 1920         | 2598 |  | 99,4%  |
| 1930         | 2535 |  | −2,4%  |
| 1940         | 2731 |  | 7,7%   |
| 1950         | 2715 |  | −0,6%  |
| 1960         | 2274 |  | −16,2% |
| 1970         | 1848 |  | −18,7% |
| 1980         | 1915 |  | 3,6%   |
| 1990         | 1946 |  | 1,6%   |
| 2000         | 2158 |  | 10,9%  |
| 2010         | 2095 |  | −2,9%  |
| 2020         | 2299 |  | 9,7%   |

### Перепись 2010 года
По данным переписи 2010 года, в городе проживало 2 095 человек в 786 домохозяйствах в составе 552 семей. Плотность населения составила 487,3 чел./км². Было 893 квартиры, средняя плотность которых составляла 207,7/км². Расовый состав города: 96,5% белых, 0,5% индейцев, 0,8% азиатов, 0,9% других рас, а также 1,3% двух или более рас. Доля испанцев и латиноамериканцев составляла 2,9% населения.
Из 786 домохозяйств 34,7% имели детей младше 18 лет, которые жили с родителями; 58,7% были супругами, жившими вместе; 8,0% имели женщину-домохозяйку без мужа; 3,6% имели мужчину-домохозяина без жены и 29,8% не являлись семьями. 27,4% домохозяйств состояли из одного человека, в том числе 14,1% в возрасте 65 лет и старше. В среднем на одно домохозяйство приходилось 2,60 жителей, а средний размер одной семьи составлял 3,21 человека.
Средний возраст жителей города составил 38,2 лет. Из них 29,1% были в возрасте младше 18 лет; 6% — от 18 до 24 лет; 21,4% от 25 до 44 лет; 25,6% от 45 до 64 лет и 17,9% — 65 лет и старше. Половой состав населения: 49,4% — мужчины и 50,6% — женщины.
Средний доход на одно домашнее хозяйство составил 46 213 долларов США (медиана — 38 750), а средний доход на одну семью — 57 084 доллара (медиана — 49 079). Медиана доходов составляла 33 446 долларов для мужчин и 23 750 долларов для женщин. За чертой бедности находилось 14,5% лиц, в том числе 23,1% детей в возрасте младше 18 лет и 10,1% лиц в возрасте 65 лет и старше.
Гражданское трудоустроенное население составляло 826 человек. Основные области занятости: образование, здравоохранение и социальная помощь — 17,8%, розничная торговля — 17,3%, производство — 11,9%, строительство — 9,6%.

### Перепись 2000 года
По данным переписи 2000 года, в городе проживало 2 158 человек в 797 домохозяйствах в составе 561 семей. Плотность населения составила 498,9 чел./км². Было 908 квартир, средняя плотность которых составляла 209,9/км². Расовый состав города: 98,01% белых, 0,14% афроамериканцев, 0,37% индейцев, 0,23% азиатов, 0,09% тихоокеанских островитян, 0,56% других рас и 0,60 двух или более рас. Доля испанцев и латиноамериканцев составляла 1,85% населения.
Из 797 домохозяйств 34,3% имели детей младше 18 лет, которые жили с родителями; 61,5% были супругами, жившими вместе; 6,3% имели женщину-домохозяйку без мужа, и 29,5% не являлись семьями. 27,9% домохозяйств состояло из одного человека, в том числе 16,8% в возрасте 65 лет и старше. В среднем на одно домохозяйство приходилось 2,65 жителей, а средний размер одной семьи составлял 3,24 человека.
Возрастной состав населения: 29,9% в возрасте младше 18 лет, 7,1% от 18 до 24 лет, 22,6% от 25 до 44 лет, 20,0% от 45 до 64 лет и 20,4% в возрасте 65 лет и старше. Средний возраст жителей — 38 лет. Половой состав населения: 48,1% — мужчины и 51,9% — женщины.
Средний доход домохозяйств в городе составил 32 235 долларов США, семей — 38 068 долларов. Средний доход мужчин составил 29 125 долларов и 19 338 долларов у женщин. Доход на душу населения в городе составлял 13 926 долларов. Приблизительно 6,2% семей и 10,0% населения находились за чертой бедности, включая 9,7% в возрасте младше 18 лет и 13,8 % в возрасте 65 лет и старше.